# Blagoweschtschenka (Region Altai)
Blagoweschtschenka (russisch Благовещенка) ist eine Siedlung städtischen Typs in der Region Altai im südlichen Westsibirien (Russland) mit 11.626 Einwohnern (Stand 14. Oktober 2010).

## Geografie
Der Ort liegt in der Kulundasteppe, im Südosten des Westsibirischen Tieflands, etwa 270 Kilometer westlich der Regionshauptstadt Barnaul. Wenige Kilometer nordwestlich der Siedlung erstreckt sich der Kulundasee, südwestlich der kleinere, stark salzige Kutschuksee.
Blagoweschtschenka ist Verwaltungszentrum des gleichnamigen Rajons Blagoweschtschenka.

## Geschichte
Der Ort entstand 1908 (nach anderen Angaben 1907) im Zusammenhang mit der Besiedlung und Urbarmachung der Kulundasteppe. Der Name ist vom russischen Blagoweschtschenije für Mariä Verkündigung.
Die Einwohnerzahl wuchs stark insbesondere nach der Eröffnung der Eisenbahnstrecke Barnaul–Kulunda im Jahre 1953 (weiter nach Pawlodar, heute Kasachstan) und mit Errichtung eines Chemiewerkes auf Basis der Sulfatsalze des Kutschuksees bei der nahen Siedlung Stepnoje Osero.
1961 erhielt Blagoweschtschenka Ort den Status einer Siedlung städtischen Typs.

### Bevölkerungsentwicklung
| Jahr | Einwohner |
| ---- | --------- |
| 1939 | 2.818     |
| 1959 | 8.604     |
| 1970 | 15.695    |
| 1979 | 18.876    |
| 1989 | 13.600    |
| 2002 | 12.416    |
| 2010 | 11.626    |

Anmerkung: Volkszählungsdaten

## Wirtschaft und Infrastruktur
Blagoweschtschenka ist Zentrum eines bedeutenden Landwirtschaftsgebietes; es gibt verschiedene Betriebe der Lebensmittelindustrie.
Durch den Ort führen die Eisenbahnstrecke Barnaul–Kulunda–Pawlodar (Stationsname Nowoblagoweschtschenka) und die Straße von Barnaul über Rebricha bzw. von Kamen am Ob durch den Zentralteil der Kulundasteppe nach Kulunda.